# بورجو گونش
بورجو گونش (ترکی استانبولی: Burcu Güneş؛ زادهٔ ۱۲ اوت ۱۹۷۵ در ازمیر) یک خواننده اهل ترکیه است. او در محیطی مملو از موسیقی بزرگ شد. در سال ۱۹۹۷ تلاش کرد در مسابقات آواز یوروویژن شرکت کند اما موفق بدین کار نشد.